# Казанлак
Казанлак (Казанлук, Казанлик, буг. Казанлък) је значајан град у Републици Бугарској, у средишњем делу земље. Град је друго по важности градско насеље унутар Старозагорске области и највећи град у Бугарској без положаја средишта области.
Град Казанлак је познат у држави и у свету као средиште "Долине ружа", где се руже гаје и добија ружино уље, важна сировина за козметичку индустрију.

## Географија
Град Казанлак се налази у средишњем делу Бугарске. Од престонице Софије град је удаљен 195 km, а од обласног средишта, Старе Загоре, град је удаљен 36 km.
Област Казанлака представља најсевернији део историјске покрајине Тракија. Град се сместио у пространој котлини, коју на северу ограничава главно било планинског система Балкана, а јужно мања планина, Средња Гора. Град је на реци Тунџи, у вишем делу њеног тока.
Клима у граду је измењено континентална са благим утицајем средоземне и елементима „жупе“ — блаже зиме, мање ветрова.

## Историја
Казанлак је првобитно био трачко насеље Севтополис, а и дан-данас постоје бројни остаци трачке културе — гробнице трачких владара у близини града стављене су под заштиту УНЕСКОа. После римског освајања ових простора град замире, а ова област губи ранији значај.
Током првог дела средњег века област Казанлака била је у саставу Византије. Од 9. века до 1373. године обалст је била у саставу средњовековне Бугарске, а затим је пала под власт Османлија. У 15. веку због потребе надгледања прелаза преко Балкана долази до образовања градског насеља. Тада је и започета производња ружиног уља у градској околини.
1878. године град је постао део савремене бугарске државе.

## Становништво
По проценама из 2007. године град Казанлак имао је око 55.000 становника. Већина градског становништва су етнички Бугари. Остатак су малобројни Роми. Последњих 20ак година град губи становништво због удаљености од главних токова развоја у земљи. Оживљавање привреде требало би зауставити негативни демографски тренд.
Претежна вероисповест становништва је православна.

## Партнерски градови
- Александрија
- Бер
- Фукујама
- Сент Ерблен
- Луксор
- Тољати
- Ле Гра
- Велика Канижа
- Кочани